# Hiroshi Fujii
Hiroshi Fujii (藤井 浩 en kanji japonés) és un músic nipó nascut a Kobe el 1970 i resident a Alcoi del 1993 ençà, on està lligat a la filà Llauradors i al grup Barxell, del qual ha sigut mestre de dolçaina i membre de la colla.
Hiroshi va començar a tocar el piano als sis anys i, més tard, guitarra amb el mestre Shigeru Yamasaki, deixeble del guitarriste alcoià José Luis González en la dècada del 1970: González havia estudiat amb Andrés Segovia i de Regino Sainz de la Maza i rebia molts alumnes japonesos, raó per la qual Fujii es va traslladar de L'Haÿ-les-Roses —on estudiava des de l'any 1991— a Alcoi per a rebre classes d'ell i tornar-se'n a Kobe en acabant, però en conéixer al dolçainer contestà Hipòlit Agulló, mestre de la colla La Xafigà (Muro d'Alcoi), va decidir quedar-se i aprendre a tocar la xirimita.
Així, de 1997 al 2000 va estudiar dolçaina al Conservatori Municipal de Música José Iturbi de València amb l'algemesinenc Xavier Richart com a professor, i guitarra als conservatoris Òscar Esplà d'Alacant, el Joan Cantó d'Alcoi i altres mestres com David Russell, Manuel Babiloni, Thierry Laforge i Nakagawa Nobutaka.
El 2010 va oferir un concert de guitarra al Cercle Industrial en homenatge a un altre guitarra japonés mort a Alcoi l'any 2000, Masanao Ueda. L'any 2011 va organitzar un concert solidari al teatre dels Salesians d'Alcoi, amb la participació de diversos artistes i agrupacions alcoianes i ell mateix, per a recaptar fons per als afectats pel terratrémol i tsunami de Sendai i l'accident nuclear de Fukushima I, ja que ell havia patit de prop el terratrémol de 1995 a Kobe.
L'any 2015, Hiroshi va ser triat per a dirigir l'Himne de Festes de Moros i Cristians d'Alcoi l'abril següent: l'alcalde, Toni Francés, li ho va comunicar per videoconferència perquè es trobava al Japó per a rebre tractament mèdic. La notícia va aparéixer en el periòdic japonés Nikkei. Poc abans de les festes, Hiroshi va oferir un recital de guitarra i dolçaina al Teatre Calderón (Alcoi) amb obres de José Luis González, l'estrena de la peça "Alcoi" d'Hideo Tsuda i la interpretació de l'Himne junt amb un cor musical de persones amb la malaltia d'Alzheimer.
Arribat el 21 d'abril, Hiroshi Fujii va entrar acompanyat per la Banda Primitiva d'Alcoi a la Plaça d'Espanya, plena de públic, amb la presència d'autoritats, d'amics japonesos i del ministre de l'Ambaixada del Japó a Espanya, Hiroshi va ser el primer músic estranger i el primer dolçainer a dirigir les vint-i-dos bandes de música que participaven en les festes, a més de les quatre colles dolçaineres locals —Barxell, La Cordeta, La Degollà i El Rebuig—, les quals varen desfilar per primera volta dins del programa fester.
Un mes després, una delegació de l'Ajuntament d'Alcoi amb l'alcalde, Hiroshi i els regidors de Turisme i Promoció Econòmica viatjaren a Madrid convidats per l'ambaixada nipona per a fomentar les visites de japonesos durant tot l'any. Abans de l'estiu, Hiroshi se'n tornà a Kobe durant una temporada. Eixe mateix 2016, quatre àgències majoristes organitzaren sengles viatges a Alcoi durant la festa del Mig Any.
Quant a televisió, Hiroshi ha participat en el programa Destino España (TVE) i la telenovel·la El secreto de Puente Viejo (Antena 3).